# Marcus Dove
Marcus Dove, né le 17 juin 1985 à Long Beach (Californie), est un joueur américain professionnel de basket-ball.

## Biographie
Le 9 juillet 2015, il signe au BCM Gravelines Dunkerque.

## Amateur
Lycée
- 0000-2004 :  Millikan High School

Université
- 2004-2008 :  Cowboys d'Oklahoma State (NCAA 1)

## Clubs
- 2008-2009 :  Verviers-Pépinster (1er Division)
- 2009-2010 :  Wizards du Dakota (NBDL)
- 2010-2011 :  Taiwan Mobile Clouded Leopards (Super Basketball League)
- 2011-2012 :  Wizards du Dakota (NBDL)
- 2012-2013 :  Elitzur Ashkelon (1er Division)
- 2013-2014 :  SCE Ashdod (1er Division)
- 2014-2015 :  Élan sportif chalonnais (Pro A)
- 2015-2016 :  Basket Club Maritime Gravelines Dunkerque Grand Littoral (Pro A)
- 2016-2018 :  Kyoto (B.League)